# جت تایم
جت تایم (به انگلیسی: Jet Time) یک شرکت هواپیمایی با کد یاتا JO است که در تاریخ ۱ سپتامبر ۲۰۰۶ میلادی تأسیس شده است.
دفتر مرکزی جت تایم در دانمارک واقع شده‌است و به ۵۳ مقصد، پرواز مستقیم انجام می‌دهد.

## مقصدهای پروازی
اتریش
- اینسبروک - فرودگاه اینسبروک
- زالتسبورگ - فرودگاه زالتسبورگ

 بلغارستان
- بورگاس - فرودگاه بورگاس

 کرواسی
- دوبروونیک - فرودگاه دوبروونیک
- اسپلیت - فرودگاه اسپلیت

 قبرس
- لارناکا - فرودگاه بین‌المللی لارناکا

 دانمارک
- آلبورگ - فرودگاه آلبورگ
- آرهوس - فرودگاه آرهوس
- Billund - فرودگاه بیلاند (پایگاه خدمه)
- کپنهاگ - فرودگاه کپنهاگ (پایگاه خدمه)

 مصر
- غردقه - فرودگاه بین‌المللی غردقه
- مرسی علم - فرودگاه بین‌المللی مرسی عالم
- شرم‌الشیخ - فرودگاه بین‌المللی شرم‌الشیخ

 فنلاند
- هلسینکی - فرودگاه هلسینکی (پایگاه خدمه)

 فرانسه
- شامبری - فرودگاه شامبری ساووی
- گرونوبل - فرودگاه گرنوبل-ایزره

 یونان
- خانیا - فرودگاه بین‌المللی خانیا
- کورفو - فرودگاه بین‌المللی کورفو
- هراکلیون - فرودگاه بین‌المللی هراکلین
- کاوالا - -فرودگاه بین‌المللی کاوالا
- سفالونیا - فرودگاه بین‌المللی سفلوونیا
- جزیره کس - فرودگاه بین‌المللی جزیره کوس
- رودس - فرودگاه بین‌المللی رود
- ساموس - فرودگاه بین‌المللی سمس
- اسکیاتوس - فرودگاه ملی جزیره اسکیاتوس

 گرینلند
- Kangerlussuaq - فرودگاه کانگرلوسواک
- Narsarsuaq - فرودگاه نارسارسواک

 لیتوانی
- ویلنیوس - فرودگاه بین‌المللی ویلنیوس

 مالت
- مالت - فرودگاه بین‌المللی مالت

 مونته‌نگرو
- تیوات - فرودگاه تیوات

 نروژ
- برگن - فرودگاه فلسلند برگن
- کریستیان‌ساند - فرودگاه کریستیان‌ساند کیویک
- اسلو - فرودگاه گاردرموئن اسلو
- استاوانگر - فرودگاه سولا استاوانگر
- ترومسا - فرودگاه ترومسا

 هلند
- آمستردام - فرودگاه اسخیپول آمستردام

 پرتغال
- مادیرا - فرودگاه مادیرا
- Ponta Delgada (Azores) - فرودگاه ژان پائولو دوم

 اسپانیا
- Arrecife - فرودگاه لانزاروته
- فوئرته‌ونتورا - فرودگاه فوئرته‌ونتورا
- گران کاناریا - فرودگاه گرن کناریا
- مالاگا - فرودگاه مالاگا
- پالما د مایورکا - فرودگاه پالما د مایورکا
- تنریف - فرودگاه تنریف جنوبی

 سوئد
- یوتبری - فرودگاه گوتنبرگ-لاندوتر
- کارلشته - فرودگاه کارلشته
- مالمو - فرودگاه مالمو
- استکهلم - فرودگاه استکهلم-آرلاندا
- وکفو - فرودگاه واژو-اسمالند

 ترکیه
- آنتالیا - فرودگاه آنتالیا
- آلانیا - فرودگاه قاضی پاشا
- دالامان - فرودگاه دالامان
- ازمیر - فرودگاه عدنان مندرس
- میلاس - فرودگاه میلاس-بودروم